# La vita di Jean Henri Fabre
La vita di Jean Henri Fabre (Monsieur Fabre) è un film del 1951 diretto da Henri Diamant-Berger.

## Trama
Film sulla vita dell'entomologo Jean-Henri Fabre, interamente dedicato allo studio appassionato delle abitudini degli insetti. Da Avignone a Parigi, da Parigi a Sérignan dove finirà i suoi giorni, onorato da Raymond Poincaré, allora Presidente della Repubblica. La sua pazienza, la sua ostinazione, la sua conoscenza verranno riconosciute da Napoleone III, dall'editore Delagrave e dal filosofo John Stuart Mill.